# Válka blogerek
Válka blogerek (anglicky Harriet the Spy: Blog Wars) je americký film produkovaný společností Disney Channel, který měl v USA premiéru 26. března 2010. V České republice byl uveden koncem roku 2010. Tento film se natáčel v Kanadě.  

## Děj
Hlavní postavou filmu je Harriet M. Welshová, kterou ztvárnila Jennifer Stoneová, známá z amerického sitcomu Kouzelníci z Waverly. Harriet se chce stát spisovatelkou, miluje práci na blogu a přála by si být blogerkou třídního blogu, jenže tato pozice je již obsazena královnou jejich blogu Marion Hawthorneovou, kterou ztvárnila herečka Vanessa Morgan. Obě dívky udělají dohodu, že budou po dobu jednoho měsíce přispívat do blogu a která bude úspěšnější ta se stane blogerkou. Harriet zpočátku píše nudné příspěvky o lidech kolem sebe, což ostatní moc nezajímá. A tak se rozhodne na blogu překroutit pravdu o svém vztahu s krasavcem Skanderem, kterého ztvárnil Wesley Morgan jen aby se stala blogerkou roku. Harriet chce všem ukázat, jaký je ve skutečnosti|, že není zas tak úžasný, jak si všichni myslí. Kvůli tomu začne používat převleky a zajde do opravdových extrémů. Takto vedený blog získává příznivce a Marionin blog postupně ztrácí příznivce. Harriet se ale pomalu svými vlastnostmi blíží k Marion a tím začíná ztrácet přátelé. Nakonec se však usmíří, získá vedení blogu a také srdce krasavce Skandera Hilla.

## Hlavní herci a hlavní postavy
- Jennifer Stone jako Harriet Welschová
- Jayne Eastwoodas jako paní Ellsonová
- Wesley Morgan jako Skander Hill
- Vanessa Morgan jako Marion Hawthorneoná
- Alexander Conti jako Simon "Sport" Rocque
- Melinda Shankar jako Janie Gibbsová
- Doug Murray jako Roger Welsch
- Shauna MacDonald jako Violetta Welschová
- Kristin Booth jako Catherine Gollyová

## Hudba
- "Summer Girl" – Stereos
- "You and Me" – Justin Blais
- "Time to Win" – Down With Webster